# 한국의 이슬람교
한국의 이슬람교는 한국 내의 이슬람교에 대해 다루는 항목이다.
대한민국에서 이슬람교는 규모 있는 소수종교이다. 무슬림 공동체는 서울을 중심으로 하고 전국에 몇 개의 모스크가 있다. 이슬람 공동체는 서울에 중심을 두고 있으며 남한 전체에 이슬람 사원은 16개, 작은 규모의 성원인 '무쌀라'는 80여 개 정도다. 한국이슬람중앙회에 따르면 한국에는 약 20만 명의 무슬림들이 살고 있으며 그 중 약 70~80%가 외국인이다. 서울에만 한국 전체 무슬림 인구의 40%가 거주하고 있다. 외교부는 2004년부터 매년 라마단 한 달 동안 이프타르 만찬을 개최하고 있다. 한국인 중 무슬림은 전체 인구의 0.4%에 불과하다. 그러나 한국으로의 무슬림 이주가 증가함에 따라 한국 내 무슬림 공동체는 지속적으로 성장할 수 있게 되었다.
한국에 이슬람교가 퍼지게 된 것은 신라시대부터지만, 조선시대가 되어서는 사라져 있었다. 다시 본격적으로 한국 내에서 전도가 된 계기는 1950년 한국 전쟁 당시 터키 군인들에 의해서라고 한다. 그들은 한국 내 첫 무슬림 개종자가 나올 수 있도록 했다. 1960년 정도에는 한국인 무슬림이 1500명으로 불어났다. 그들은 한국 내에서 이슬람 단체인 한국 이슬람교 중앙회를 창립한다. 이 단체는 한국 내 이슬람교와 무슬림을 대표하는 단체로 잘 알려져 있다. 다만 분단 상황으로 인해 이북에 사는 이슬람은 사실상 대표하지 못한다.
조선민주주의인민공화국에는 이슬람권 대사관에서 설립한 모스크가 1곳 있다. 현지 신도의 존재는 알려진 바가 없다.

## 같이 보기
- 대한민국의 종교
- 유럽의 이슬람교(영어판)
- 국가별 이슬람교(영어판)
- 일본의 이슬람교(영어판)
- 중국의 이슬람교(영어판)
  - 중국 이슬람교의 역사(영어판)
- 최영길